# Episodi di Lassie (serie televisiva 1989) (prima stagione)
La prima stagione della serie televisiva Lassie è stata trasmessa in anteprima negli Stati Uniti d'America in syndication tra il 9 settembre 1989 e il 1º dicembre 1990.
| nº | Titolo originale                                   | Titolo italiano | Prima TV USA      | Prima TV Italia |
| -- | -------------------------------------------------- | --------------- | ----------------- | --------------- |
| 1  | Occurrence at Glen Ridge                           |                 | 9 settembre 1989  |                 |
| 2  | City Lights                                        |                 | 16 settembre 1989 |                 |
| 3  | Bingo Was Her Name                                 |                 | 23 settembre 1989 |                 |
| 4  | Heatwave                                           |                 | 30 settembre 1989 |                 |
| 5  | Water Watchdog                                     |                 | 7 ottobre 1989    |                 |
| 6  | Dangerous Party                                    |                 | 14 ottobre 1989   |                 |
| 7  | Roots                                              |                 | 21 ottobre 1989   |                 |
| 8  | Tinker                                             |                 | 28 ottobre 1989   |                 |
| 9  | A Dog and His Boy                                  |                 | 4 novembre 1989   |                 |
| 10 | New Generation                                     |                 | 11 ottobre 1989   |                 |
| 11 | Once Upon a Time...                                |                 | 18 novembre 1989  |                 |
| 12 | Quality Time                                       |                 | 25 novembre 1989  |                 |
| 13 | Guess Who's Coming to Breakfast, Lunch and Dinner? |                 | 8 settembre 1990  |                 |
| 14 | I'm Still Alive                                    |                 | 17 febbraio 1990  |                 |
| 15 | Trapped                                            |                 | 24 febbraio 1990  |                 |
| 16 | Just Another Saturday                              |                 | 29 settembre 1990 |                 |
| 17 | He's Back                                          |                 | 6 ottobre 1990    |                 |
| 18 | The Wild West                                      |                 | 13 ottobre 1990   |                 |
| 19 | Pot Hunters                                        |                 | 20 ottobre 1990   |                 |
| 20 | Watch Your Step                                    |                 | 27 ottobre 1990   |                 |
| 21 | Burglary                                           |                 | 3 novembre 1989   |                 |
| 22 | Snake Pit                                          |                 | 10 novembre 1989  |                 |
| 23 | Livewire                                           |                 | 17 novembre 1990  |                 |
| 24 | Crush                                              |                 | 24 novembre 1990  |                 |
| 25 | Witness                                            |                 | 1º dicembre 1990  |                 |